# Лангса
Лангса — город в Индонезии.

Расположен в провинции Ачех в 400 км от города Банда-Ачех.
Население — 147 251 человек , основную часть составляют ачехцы, китайцы, малайцы, яванцы.
Площадь — 262,41 км². Основные районы города: Тимур, Барох, Лама, Кота, Барат.
Получил статус города 21 июня 2001 года.